# 瓣叶苔科
瓣叶苔科（学名：Petalophyllaceae）是小叶苔目下的一个科。

## 下属分类
本科包括以下属：
- 瓣叶苔属 Petalophyllum Nees & Gottsche ex Lehm.
- 瓣器苔属 Sewardiella Kashyap